# Бужинский, Александр Иванович
Александр Иванович Бужинский — советский хозяйственный деятель.

## Биография
Родился в 1921 году в Москве. Член КПСС.
Участник Великой Отечественной войны в составе 821-го артиллерийского полка 289-й стрелковой дивизии, взят в плен, освобождён.
С 1945 года — на хозяйственной, общественной и политической работе. 
До 1955 гг. — рядовой, инженерный и руководящий работник на Заводе имени Лихачёва в Москве.
В 1955—1992 гг. — заместитель генерального директора Московского автозавода имени И. А. Лихачёва по экономике.
C 1992 гг. — пенсионер.
За коренное усовершенствование технологии производства на основе ускоренного внедрения новейших достижений науки и техники на ЗИЛе был в составе коллектива удостоен Государственной премии СССР в области науки и техники 1981 года.
Жил в Москве.

## Награды
- Орден Октябрьской Революции (27.04.1976)[3]
- Орден Отечественной войны II степени (06.04.1985)[4]
- Орден Трудового Красного Знамени (31.03.1981)[5]
- Орден Дружбы Народов (10.06.1986)[6]
- Орден «Знак Почёта» (30.07.1966)[7]

## Сочинения
- Бужинский, Александр Иванович. Паспортизация и аттестация рабочих мест в промышленности [Текст] / А. И. Бужинский, А. П. Глазунов ; [ред. Р. И. Копылова]. - М. : Экономика, 1989. - 158 с.
- Методика экономического анализа деятельности промышленного предприятия (объединения) / [А. И. Бужинский и др.]; Под ред. А. И. Бужинского, А. Д. Шеремета. - 2-е изд., перераб. и доп. - М. : Финансы и статистика, 1988. - 294,[1] с.; 21 см